# Créneau de lancement
Pour les articles homonymes, voir Créneau (homonymie).
Un créneau de lancement, dans le domaine de l'astronautique, est la période comprenant une ou plusieurs fenêtres de lancement pendant laquelle un lancement peut être effectué pour réaliser une mission déterminée.
Les termes correspondants en anglais sont « firing window », « launching window ».

## Référence
Droit français : arrêté du 20 février 1995 relatif à la terminologie des sciences et techniques spatiales.